# Geum rossii
Geum rossii är en rosväxtart som först beskrevs av Robert Brown, och fick sitt nu gällande namn av Nicolas Charles Seringe. Geum rossii ingår i släktet nejlikrotsläktet, och familjen rosväxter.

## Underarter
Arten delas in i följande underarter:
- G. r. depressum
- G. r. turbinatum

## Bildgalleri

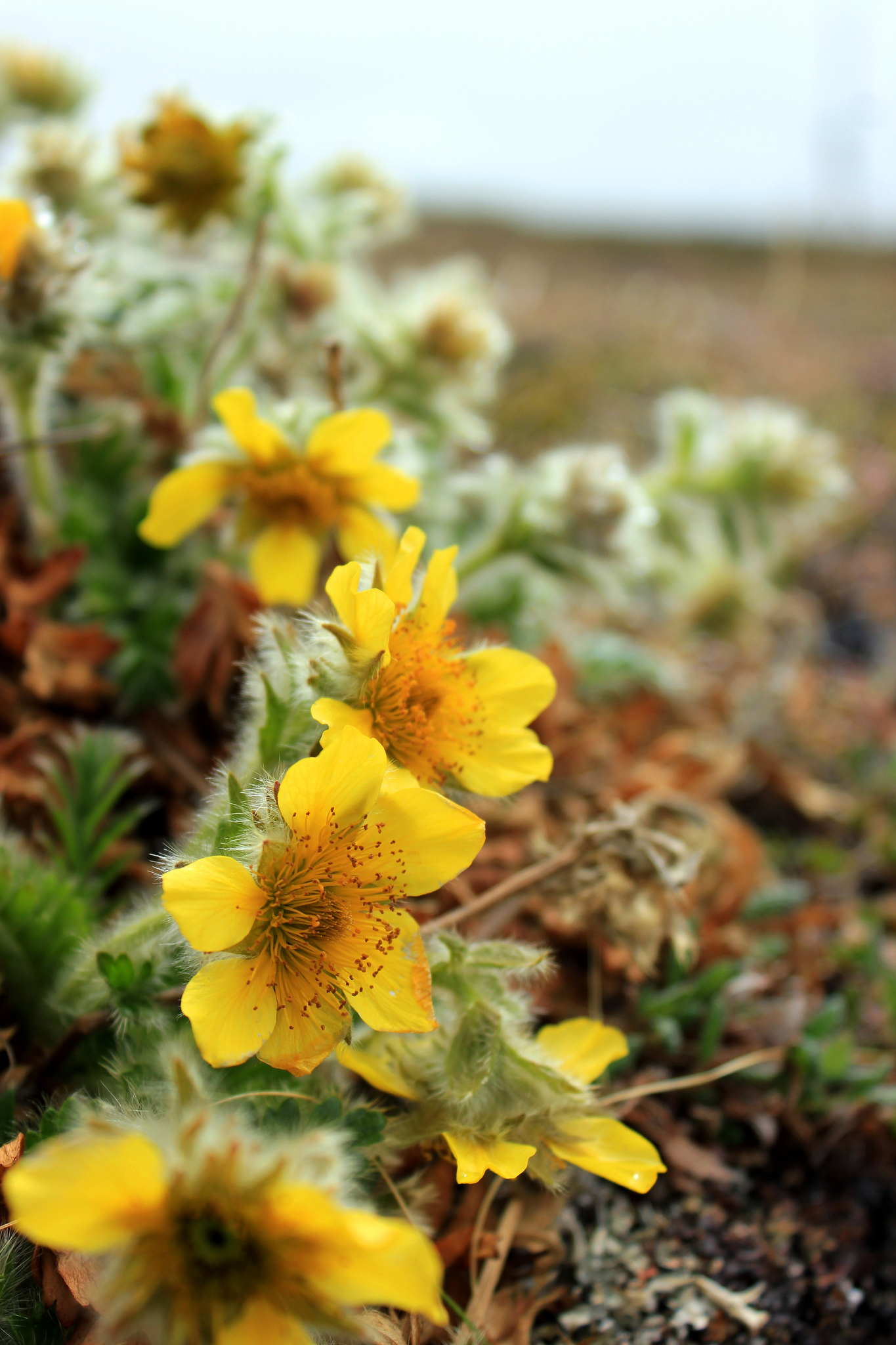
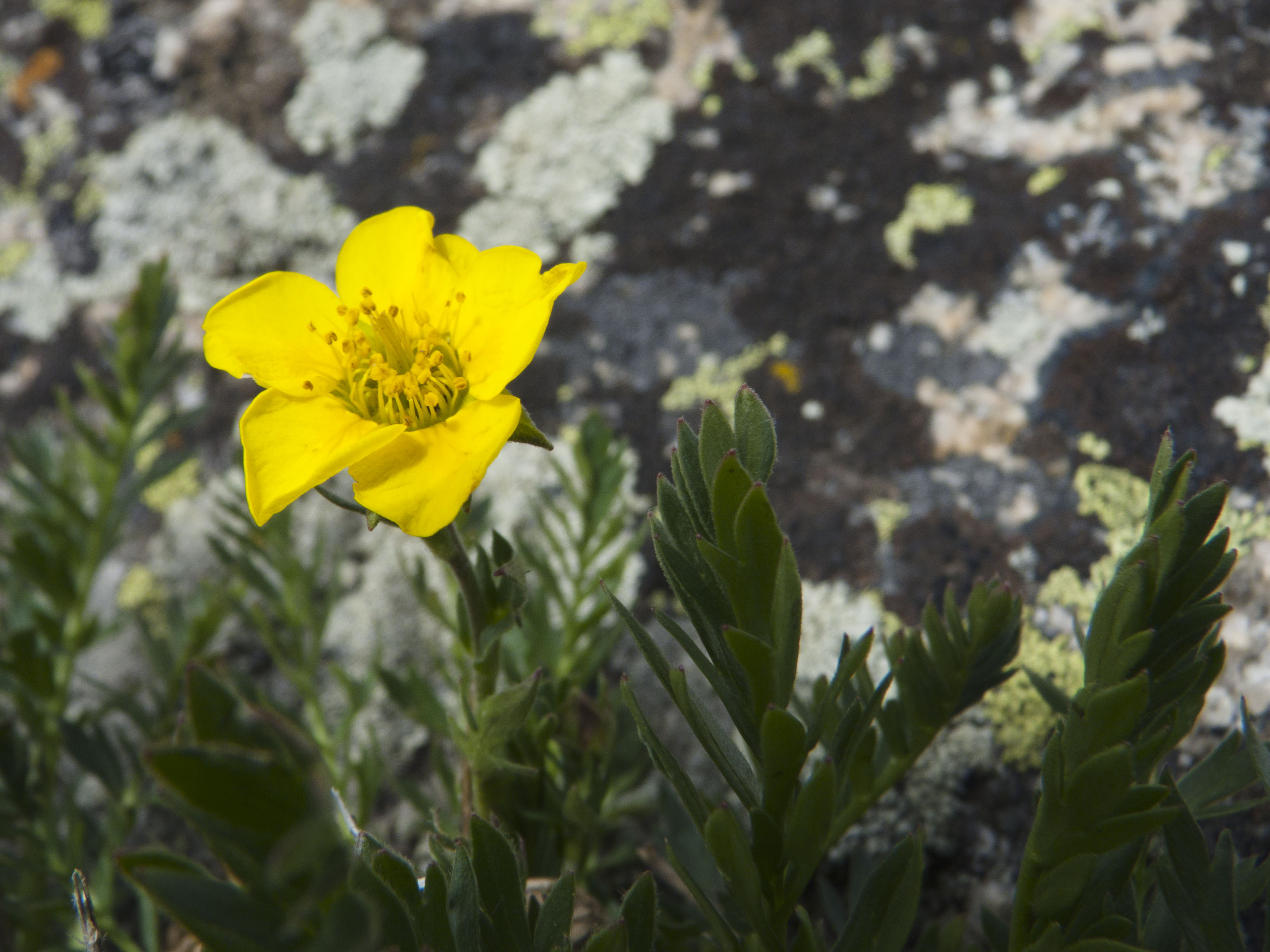